# Windows管理规范查询语言
Windows管理规范查询语言（Windows Management Instrumentation Query Language，缩写WQL）是微软对CIM查询语言（CQL）的实现，该语言是分布式管理工作组（DMTF）之通用信息模型（CIM）标准的一种查询语言。它是ANSI标准SQL的一个子集，小幅改变语义。
WQL专用于WMI，旨在针对CIM存储库执行查询，以检索信息或获取事件通知。

## 例子
作为示例，下列WQL查询将选择一台计算机上所有有2 MB或以上空闲空间的驱动器：
```
SELECT
 
*
 
FROM
 
Win32_LogicalDisk
 
WHERE
 
FreeSpace
 
<
 
2097152

```